# Operophtera
Operophtera là một chi bướm đêm thuộc họ Geometridae.

## Các loài tiêu biểu
- Operophtera bruceata – Bruce Spanworm (also Winter Moth ở Bắc Mỹ) (Hulst, 1886)
- Operophtera brumata – Winter Moth Linnaeus, 1758
- Operophtera fagata – miền bắc Winter Moth Scharfenberg, 1805